# Gare de Châtillon-sur-Seine
Gare de Châtillon-sur-Seine vasútállomás Franciaországban, Châtillon-sur-Seine településen.

## Vasútvonalak
Az állomást az alábbi vasútvonalak érintik:
- Saint-Julien (Troyes)-Gray-vasútvonal
- Bricon-Châtillon-sur-Seine-vasútvonal

## Kapcsolódó állomások
A vasútállomáshoz az alábbi állomások vannak a legközelebb: